# Брезє-Михолецько
Брезє-Михолецько (хорв. Brezje Miholečko) — населений пункт у Хорватії, у Копривницько-Крижевецькій жупанії у складі громади Светі-Петар-Ореховець.

## Населення
Населення за даними перепису 2011 року становило 151 осіб.
Динаміка чисельності населення поселення: